# Матолич Богдан Михайлович
Богда́н Миха́йлович Мато́лич  (*28 квітня 1955, Летня Дрогобицький район Львівська область, УРСР) — український громадський діяч, міський голова Трускавця (1998–2001). Почесний громадянин Трускавця. Брат депутата Верховної Ради УРСР 8—9-го скликань Романа Матолича.

## Життєпис
Богдан Матолич народився 28 квітня 1955 року в селі Летня, Дрогобицького району Львівської області. Закінчив у 1977 році Львівський політехнічний інститут за спеціальністю інженер-будівельник, промислове та будівельне виробництво.
Працював у 1977–1980 роках майстром будівельного управління «Трускавецьккурортбуд».
З 1980 по 1987 роки — виконроб, старший виконроб, головний інженер тресту «Дрогобичпромбуд».
У 1987–1990 роках на посаді першого заступника голови Трускавецького міськвиконкому.
1990–1991 — голова виконкому Трускавецької міськради.
1991–1992 — перший заступник голови Трускавецького міськвиконкому.
1992–1998 — голова Трускавецької міськради.
У 1998–2001 роках — міський голова Трускавця.
З листопада 2001 року Богдан Матолич заступник голови Львівської облдержадміністрації з питань туризму, курортів та рекреаційних зон, перший заступник голови Львівської обласної адміністрації.
2004—2005 — в.о. Голови Львівської обласної державної адміністрації.
У вересні 2005 року Богдана Матолича призначили в.о. начальника Державного управління екології та природних ресурсів у Львівській області
Тепер працює директором Інституту транскордонного співробітництва та європейської інтеграції.

## Нагороди та відзнаки
- 1997 — нагороджений орденом «За заслуги» III ступеня[5].
- 2007 — Почесний громадянин Трускавця[6].